# Final de la Liga de Campeones de la UEFA 2014-15
La final de la Liga de Campeones de la UEFA 2014-15 se disputó el día 6 de junio de 2015 en el Estadio Olímpico de Berlín, Alemania. Esta 60ª edición de la final de la Copa de Europa, 23ª en el actual formato de Liga de Campeones, fue la séptima final hispano-italiana de la competición e inédita en cuanto a los finalistas que aspiraban además a lograr el Triplete, que finalmente consiguió el F.C. Barcelona.
Los equipos que la disputaron fueron la Juventus FC y el Fútbol Club Barcelona, con resultado de 3–1 a favor de los españoles, que se alzaron con su quinta Copa de Europa.

## Finalistas
En las finales ganadas.
| Equipos   | Finales jugadas anteriormente                                   |
| --------- | --------------------------------------------------------------- |
| Juventus  | 1972-73, 1982-83, 1984-85, 1995-96, 1996-97, 1997-98 y 2002-03. |
| Barcelona | 1960-61, 1985-86, 1991-92, 1993-94, 2005-06, 2008-09 y 2010-11  |

## Sede
El Olympiastadion fue anunciado como sede de la final en la reunión del Comité Ejecutivo de la UEFA en Londres el 23 de mayo de 2013. Esta fue la primera final de la Copa de Europa/Liga de Campeones celebrada en Berlín.
Aparte de su uso como estadio olímpico, el Olympiastadion tiene una fuerte tradición futbolística, habiendo sido la casa del Hertha BSC desde 1963. También se utilizó para tres partidos de la Copa Mundial de la FIFA de 1974, y fue renovado antes del torneo de 2006, en el que albergó seis partidos, incluida la final.
| Alemania                     |                |                |                |
| Ciudad                       | Estadio        |                |                |
| Berlín                       | Olympiastadion | Olympiastadion | Olympiastadion |
|                              |                |                |                |
| 76 065 espectadores          |                |                |                |
| Final Liga de Campeones 2015 |                |                |                |

## Camino a la Final
El partido se disputó a las 20:45 HEC. El tiempo fue de 90 minutos, 45' cada parte más el descuento.

### Juventus FC
| Fecha                                                                       | Fase                     | Estadio                                | Local              | Resultado | Visitante          |
| --------------------------------------------------------------------------- | ------------------------ | -------------------------------------- | ------------------ | --------- | ------------------ |
| 16 de septiembre de 2014                                                    | Fase de grupos Grupo A   | Juventus Stadium, Turín                | Juventus           | 2 – 0     | Malmö              |
| 1 de octubre de 2014                                                        | Fase de grupos Grupo A   | Estadio Vicente Calderón, Madrid       | Atlético de Madrid | 1 – 0     | Juventus           |
| 22 de octubre de 2014                                                       | Fase de grupos Grupo A   | Estadio Georgios Karaiskakis, El Pireo | Olympiacos         | 1 – 0     | Juventus           |
| 4 de noviembre de 2014                                                      | Fase de grupos Grupo A   | Juventus Stadium, Turín                | Juventus           | 3 – 2     | Olympiacos         |
| 26 de noviembre de 2014                                                     | Fase de grupos Grupo A   | Swedbank Stadion, Malmö                | Malmö              | 0 – 2     | Juventus           |
| 9 de diciembre de 2014                                                      | Fase de grupos Grupo A   | Juventus Stadium, Turín                | Juventus           | 0 – 0     | Atlético de Madrid |
| Juventus se clasificó a octavos quedando segundo en su grupo con 10 puntos. |                          |                                        |                    |           |                    |
| 24 de febrero de 2015                                                       | Octavos de final Llave 6 | Juventus Stadium, Turín                | Juventus           | 2 – 1     | Borussia Dortmund  |
| 18 de marzo de 2015                                                         | Octavos de final Llave 6 | Signal Iduna Park, Dortmund            | Borussia Dortmund  | 0 – 3     | Juventus           |
| Juventus se clasificó a cuartos con un global de 5–1.                       |                          |                                        |                    |           |                    |
| 14 de abril de 2015                                                         | Cuartos de final Llave 4 | Juventus Stadium, Turín                | Juventus           | 1 – 0     | Monaco             |
| 22 de abril de 2015                                                         | Cuartos de final Llave 4 | Estadio Luis II, Mónaco                | Monaco             | 0 – 0     | Juventus           |
| Juventus se clasificó a semifinales con un global de 1–0.                   |                          |                                        |                    |           |                    |
| 5 de mayo de 2015                                                           | Semifinales Llave 1      | Juventus Stadium, Turín                | Juventus           | 2 – 1     | Real Madrid        |
| 13 de mayo de 2015                                                          | Semifinales Llave 1      | Estadio Santiago Bernabéu, Madrid      | Real Madrid        | 1 – 1     | Juventus           |
| Juventus se clasificó a la final con un global de 3–2.                      |                          |                                        |                    |           |                    |

### F. C. Barcelona
| Fecha                                                                        | Fase                     | Estadio                                  | Local               | Resultado | Visitante           |
| ---------------------------------------------------------------------------- | ------------------------ | ---------------------------------------- | ------------------- | --------- | ------------------- |
| 17 de septiembre de 2014                                                     | Fase de grupos Grupo F   | Camp Nou, Barcelona                      | Barcelona           | 1 – 0     | APOEL               |
| 30 de septiembre de 2014                                                     | Fase de grupos Grupo F   | Parque de los Príncipes, París           | París Saint-Germain | 3 – 2     | Barcelona           |
| 21 de octubre de 2014                                                        | Fase de grupos Grupo F   | Camp Nou, Barcelona                      | Barcelona           | 3 – 1     | Ajax                |
| 5 de noviembre de 2014                                                       | Fase de grupos Grupo F   | Amsterdam Arena, Ámsterdam               | Ajax                | 0 – 2     | Barcelona           |
| 25 de noviembre de 2014                                                      | Fase de grupos Grupo F   | Estadio GSP, Nicosia                     | APOEL               | 0 – 4     | Barcelona           |
| 10 de diciembre de 2014                                                      | Fase de grupos Grupo F   | Camp Nou, Barcelona                      | Barcelona           | 3 – 1     | París Saint-Germain |
| Barcelona se clasificó a octavos quedando primero en su grupo con 15 puntos. |                          |                                          |                     |           |                     |
| 24 de febrero de 2015                                                        | Octavos de final Llave 5 | Estadio Ciudad de Mánchester, Mánchester | Manchester City     | 1 – 2     | Barcelona           |
| 18 de marzo de 2015                                                          | Octavos de final Llave 5 | Camp Nou, Barcelona                      | Barcelona           | 1 – 0     | Manchester City     |
| Barcelona se clasificó a cuartos con un global de 3–1.                       |                          |                                          |                     |           |                     |
| 15 de abril de 2015                                                          | Cuartos de final Llave 1 | Parque de los Príncipes, París           | París Saint-Germain | 1 – 3     | Barcelona           |
| 21 de abril de 2015                                                          | Cuartos de final Llave 1 | Camp Nou, Barcelona                      | Barcelona           | 2 – 0     | París Saint-Germain |
| Barcelona se clasificó a semifinales con un global de 5–1.                   |                          |                                          |                     |           |                     |
| 6 de mayo de 2015                                                            | Semifinales Llave 2      | Camp Nou, Barcelona                      | Barcelona           | 3 – 0     | Bayern de Múnich    |
| 12 de mayo de 2015                                                           | Semifinales Llave 2      | Múnich Arena, Múnich                     | Bayern de Múnich    | 3 – 2     | Barcelona           |
| Barcelona se clasificó a la final con un global de 5–3.                      |                          |                                          |                     |           |                     |

## Partido
| 1     | POR   | Gianluigi Buffon     |     |
| 26    | DEF   | Stephan Lichtsteiner |     |
| 15    | DEF   | Andrea Barzagli      |     |
| 19    | DEF   | Leonardo Bonucci     |     |
| 33    | DEF   | Patrice Evra         | 89' |
| 21    | MED   | Andrea Pirlo         |     |
| 8     | MED   | Claudio Marchisio    |     |
| 6     | MED   | Paul Pogba           |     |
| 23    | MED   | Arturo Vidal         | 79' |
| 10    | DEL   | Carlos Tevez         |     |
| 9     | DEL   | Álvaro Morata        | 85' |
| D. T. | D. T. | Massimiliano Allegri |     |

| 1     | POR   | Marc-André Ter Stegen |       |
| 22    | DEF   | Daniel Alves          |       |
| 3     | DEF   | Gerard Piqué          |       |
| 14    | DEF   | Javier Mascherano     |       |
| 18    | DEF   | Jordi Alba            |       |
| 4     | MED   | Ivan Rakitić          | 90+1' |
| 5     | MED   | Sergio Busquets       |       |
| 8     | MED   | Andrés Iniesta        | 78'   |
| 10    | DEL   | Lionel Messi          |       |
| 9     | DEL   | Luis Suárez           | 90+6' |
| 11    | DEL   | Neymar                |       |
| D. T. | D. T. | Luis Enrique          |       |

| 37 | MED | Roberto Pereyra   | 79' |
| 14 | DEL | Fernando Llorente | 85' |
| 11 | DEL | Kingsley Coman    | 89' |

| 6  | MED | Xavi Hernández  | 78'   |
| 24 | DEF | Jérémy Mathieu  | 90+1' |
| 7  | DEL | Pedro Rodríguez | 90+6' |

| 56' | Álvaro Morata | 1:1 |

| 4' · 68' · 90+7' | Ivan Rakitić Luis Suárez Neymar Jr. | 0:1 1:2 1:3 |

| 11' · 41' | Arturo Vidal Paul Pogba |

| 70' | Luis Suárez |

| Principal  | Cüneyt Çakır        |
| Asistentes | Bahattin Duran      |
|            | Tarik Ongun         |
| Cuarto     | Jonas Eriksson      |
| Quinto     | Mustafa Emre Eyisoy |

| Áreas | Hüseyin Göçek |
|       | Barış Şimşek  |

|                    |     |     |
| Tiros              | 14  | 18  |
| Tiros a puerta     | 6   | 8   |
| Faltas             | 24  | 12  |
| Saques de esquina  | 8   | 6   |
| Penaltis           | 0   | 0   |
| Fueras de juego    | 1   | 0   |
| Posesión del balón | 39% | 61% |

| Alineación inicial |

| 1     | POR   | Gianluigi Buffon     |     |
| 26    | DEF   | Stephan Lichtsteiner |     |
| 15    | DEF   | Andrea Barzagli      |     |
| 19    | DEF   | Leonardo Bonucci     |     |
| 33    | DEF   | Patrice Evra         | 89' |
| 21    | MED   | Andrea Pirlo         |     |
| 8     | MED   | Claudio Marchisio    |     |
| 6     | MED   | Paul Pogba           |     |
| 23    | MED   | Arturo Vidal         | 79' |
| 10    | DEL   | Carlos Tevez         |     |
| 9     | DEL   | Álvaro Morata        | 85' |
| D. T. | D. T. | Massimiliano Allegri |     |

| 1     | POR   | Marc-André Ter Stegen |       |
| 22    | DEF   | Daniel Alves          |       |
| 3     | DEF   | Gerard Piqué          |       |
| 14    | DEF   | Javier Mascherano     |       |
| 18    | DEF   | Jordi Alba            |       |
| 4     | MED   | Ivan Rakitić          | 90+1' |
| 5     | MED   | Sergio Busquets       |       |
| 8     | MED   | Andrés Iniesta        | 78'   |
| 10    | DEL   | Lionel Messi          |       |
| 9     | DEL   | Luis Suárez           | 90+6' |
| 11    | DEL   | Neymar                |       |
| D. T. | D. T. | Luis Enrique          |       |

| 37 | MED | Roberto Pereyra   | 79' |
| 14 | DEL | Fernando Llorente | 85' |
| 11 | DEL | Kingsley Coman    | 89' |

| 6  | MED | Xavi Hernández  | 78'   |
| 24 | DEF | Jérémy Mathieu  | 90+1' |
| 7  | DEL | Pedro Rodríguez | 90+6' |

| 56' | Álvaro Morata | 1:1 |

| 4' · 68' · 90+7' | Ivan Rakitić Luis Suárez Neymar Jr. | 0:1 1:2 1:3 |

| 11' · 41' | Arturo Vidal Paul Pogba |

| 70' | Luis Suárez |

| Principal  | Cüneyt Çakır        |
| Asistentes | Bahattin Duran      |
|            | Tarik Ongun         |
| Cuarto     | Jonas Eriksson      |
| Quinto     | Mustafa Emre Eyisoy |

| Áreas | Hüseyin Göçek |
|       | Barış Şimşek  |

|                    |     |     |
| Tiros              | 14  | 18  |
| Tiros a puerta     | 6   | 8   |
| Faltas             | 24  | 12  |
| Saques de esquina  | 8   | 6   |
| Penaltis           | 0   | 0   |
| Fueras de juego    | 1   | 0   |
| Posesión del balón | 39% | 61% |

| Alineación inicial |

| 1     | POR   | Gianluigi Buffon     |     |
| 26    | DEF   | Stephan Lichtsteiner |     |
| 15    | DEF   | Andrea Barzagli      |     |
| 19    | DEF   | Leonardo Bonucci     |     |
| 33    | DEF   | Patrice Evra         | 89' |
| 21    | MED   | Andrea Pirlo         |     |
| 8     | MED   | Claudio Marchisio    |     |
| 6     | MED   | Paul Pogba           |     |
| 23    | MED   | Arturo Vidal         | 79' |
| 10    | DEL   | Carlos Tevez         |     |
| 9     | DEL   | Álvaro Morata        | 85' |
| D. T. | D. T. | Massimiliano Allegri |     |

| 1     | POR   | Marc-André Ter Stegen |       |
| 22    | DEF   | Daniel Alves          |       |
| 3     | DEF   | Gerard Piqué          |       |
| 14    | DEF   | Javier Mascherano     |       |
| 18    | DEF   | Jordi Alba            |       |
| 4     | MED   | Ivan Rakitić          | 90+1' |
| 5     | MED   | Sergio Busquets       |       |
| 8     | MED   | Andrés Iniesta        | 78'   |
| 10    | DEL   | Lionel Messi          |       |
| 9     | DEL   | Luis Suárez           | 90+6' |
| 11    | DEL   | Neymar                |       |
| D. T. | D. T. | Luis Enrique          |       |

| 37 | MED | Roberto Pereyra   | 79' |
| 14 | DEL | Fernando Llorente | 85' |
| 11 | DEL | Kingsley Coman    | 89' |

| 6  | MED | Xavi Hernández  | 78'   |
| 24 | DEF | Jérémy Mathieu  | 90+1' |
| 7  | DEL | Pedro Rodríguez | 90+6' |

| 56' | Álvaro Morata | 1:1 |

| 4' · 68' · 90+7' | Ivan Rakitić Luis Suárez Neymar Jr. | 0:1 1:2 1:3 |

| 11' · 41' | Arturo Vidal Paul Pogba |

| 70' | Luis Suárez |

| Principal  | Cüneyt Çakır        |
| Asistentes | Bahattin Duran      |
|            | Tarik Ongun         |
| Cuarto     | Jonas Eriksson      |
| Quinto     | Mustafa Emre Eyisoy |

| Áreas | Hüseyin Göçek |
|       | Barış Şimşek  |

|                    |     |     |
| Tiros              | 14  | 18  |
| Tiros a puerta     | 6   | 8   |
| Faltas             | 24  | 12  |
| Saques de esquina  | 8   | 6   |
| Penaltis           | 0   | 0   |
| Fueras de juego    | 1   | 0   |
| Posesión del balón | 39% | 61% |

| Alineación inicial |

| 1     | POR   | Gianluigi Buffon     |     |
| 26    | DEF   | Stephan Lichtsteiner |     |
| 15    | DEF   | Andrea Barzagli      |     |
| 19    | DEF   | Leonardo Bonucci     |     |
| 33    | DEF   | Patrice Evra         | 89' |
| 21    | MED   | Andrea Pirlo         |     |
| 8     | MED   | Claudio Marchisio    |     |
| 6     | MED   | Paul Pogba           |     |
| 23    | MED   | Arturo Vidal         | 79' |
| 10    | DEL   | Carlos Tevez         |     |
| 9     | DEL   | Álvaro Morata        | 85' |
| D. T. | D. T. | Massimiliano Allegri |     |

| 1     | POR   | Marc-André Ter Stegen |       |
| 22    | DEF   | Daniel Alves          |       |
| 3     | DEF   | Gerard Piqué          |       |
| 14    | DEF   | Javier Mascherano     |       |
| 18    | DEF   | Jordi Alba            |       |
| 4     | MED   | Ivan Rakitić          | 90+1' |
| 5     | MED   | Sergio Busquets       |       |
| 8     | MED   | Andrés Iniesta        | 78'   |
| 10    | DEL   | Lionel Messi          |       |
| 9     | DEL   | Luis Suárez           | 90+6' |
| 11    | DEL   | Neymar                |       |
| D. T. | D. T. | Luis Enrique          |       |

| 37 | MED | Roberto Pereyra   | 79' |
| 14 | DEL | Fernando Llorente | 85' |
| 11 | DEL | Kingsley Coman    | 89' |

| 6  | MED | Xavi Hernández  | 78'   |
| 24 | DEF | Jérémy Mathieu  | 90+1' |
| 7  | DEL | Pedro Rodríguez | 90+6' |

| 56' | Álvaro Morata | 1:1 |

| 4' · 68' · 90+7' | Ivan Rakitić Luis Suárez Neymar Jr. | 0:1 1:2 1:3 |

| 11' · 41' | Arturo Vidal Paul Pogba |

| 70' | Luis Suárez |

| Principal  | Cüneyt Çakır        |
| Asistentes | Bahattin Duran      |
|            | Tarik Ongun         |
| Cuarto     | Jonas Eriksson      |
| Quinto     | Mustafa Emre Eyisoy |

| Áreas | Hüseyin Göçek |
|       | Barış Şimşek  |

|                    |     |     |
| Tiros              | 14  | 18  |
| Tiros a puerta     | 6   | 8   |
| Faltas             | 24  | 12  |
| Saques de esquina  | 8   | 6   |
| Penaltis           | 0   | 0   |
| Fueras de juego    | 1   | 0   |
| Posesión del balón | 39% | 61% |

| Alineación inicial |

|                      |
| Bandera de España    |
| Campeón FC Barcelona |
| 5.º título           |

## Filmografía
- Reportaje UEFA (09/06/2015), «Magazine Champions League - 'Final Berlín 2015'» en RTVE.es.
- Documental TVC (16/08/2015), «Especial TV3 - 'Champions Berlín, paso a paso'» en CCMA.cat.